# Провальський степ (Ростовська область)
Провальський степ (рос. Провальская степь) — комплексна пам'ятка природи регіонального значення. Розташований у Кам'янському районі західніше хутора Анікін Ростовської області до Луганської області і далі. Статус природної пам'ятки Урочище Провальський степ отримано згідно з Постановою уряду Ростовської області від 15.05.2014 № 349.

## Опис
Провальський степ являє собою нерозорані кам'янисті степи поширені на височині на півдні Східно-Європейської рівнини, Донецькому кряжі, з високогірною рослинністю. Пам'ятка природи «Провальський степ» має площу 1431,96 га, розташована в Кам'янському районі вздовж кордону з Провальським відділенням Луганського заповідника. У Провальському степу є ділянки вододіли, круті гірські схили і ділянки долини річки Верхнє Провалля.
Ландшафт Провальського степу формує грядово-ложбиний рельєф, степи, луки та водойми. У Провальському степу зростає близько 330 видів судинних рослин 56 родин. Дванадцять рослин занесено до Червоної книги Ростовської області. У степу мешкають представники рідкісних степових безхребетних. Заповідник Провальський степ має природоохоронне та наукове значення.
Результати ботанічної інвентаризації пам'ятки природи Ростовської області «Провальський степ» виявили близько 430 видів квіткових рослин, серед них 29 червонокнижних видів. У «Провальському степу» зростає в основному степова рослинність.